# Laaglandbalinees
Laaglandbalinees, ook Laaglandbali, Klungkung, Karangasem, Buleleng, Gianyar, Tabanaans, Jembrana of Badung, is een dialect van het Balinees, een Bali-Sasaktaal gesproken in Indonesië. Zoals de naam reeds doet vermoeden wordt dit dialect in de lager gelegen gebieden gesproken. In verschillende Laaglandbalinese subdialecten bestaan er spraakvormen per bevolkingsklasse. In een grammaticaal onderzoek van het Balinees baseren wetenschappers I Wayan Arka en Jane Simpson zich op bevindingen met Laaglandbalinees-sprekers. Dit kan worden veralgemeend: Bij onderzoeken wordt het Laaglandbalinees veelal als basis gebruikt, doch de syntactische verschillen tussen de verschillende dialecten zijn eerder klein en de informatie, vergaard van zulke werken, geldt grotendeels voor het gehele Balinese dialectencontinuüm.

## Classificatie
- Austronesische talen
  - Malayo-Polynesische talen
    - Bali-Sasaktalen
      - Balinees
        - Laaglandbalinees

Hooglandbalinees · Laaglandbalinees · Middenbalinees · Nusa Penida
Balinees · Sasak · Soembawarees